# Worms: A Space Oddity
Worms: A Space Oddity — видеоигра серии Worms в жанре пошаговая стратегия, разработанная студией Team17 и изданная компанией THQ для консоли Nintendo Wii в марте 2008 года. В мае того же года была издана версия для мобильных телефонов под названием Worms 2008: A Space Oddity, разработанная Mnemonic Studios. Распространением игры в России занималась компания «Новый Диск».
Worms: A Space Oddity представляет собой пошаговую стратегию, в которой игрок управляет группой червей для уничтожения других команд. Игровые карты в игре представляют собой космические ландшафты на разных планетах. Проект разрабатывался студией Team17 с 2007 года для игровой консоли Wii. Разработчиками было предусмотрено управление жестами с помощью уникального контроллера приставки — Wii Remote.
Игра первоначально должна была иметь сетевую игру и загружаемый контент, но позже от этого отказались. Worms: A Space Oddity получила смешанные отзывы от игровой прессы. Из достоинств игры отмечались игровой процесс и многопользовательская игра, но среди недостатков некоторые обозреватели называют неудобное управление.

## Игровой процесс
Worms: A Space Oddity выполнена в двухмерной графике. В игре используется управление жестами, которое позволяют игрокам запускать различные атаки. Цель игры аналогична другим играм серии Worms — уничтожить вражеские команды червей с помощью атак и различного вооружения.
Действия Worms: A Space Oddity проходят в космическом пространстве. Арсенал оружия обновился по сравнению с предыдущими играми серии. Есть шесть включенных ландшафтных тем: Cavernia, Tenticlia, Frostal, Kaputzol, Mechanopolis и Earth. У червяков можно настраивать цвет кожи и шлем, как и в Worms: Open Warfare 2. Также присутствует постепенно открывающиеся мини-игры, например спасение червяков от инопланетян и посадка летающей тарелки.

## Разработка и выход игры
Игра была анонсирована 30 августа 2007 года. Первоначально было объявлено, что Worms: A Space Oddity будет иметь Wi-Fi соединение и загружаемый контент. Но позже в Team17 эта идея с сетевой игрой провалилась, и появилось мнение о том, что было бы лучше, если бы игроки могли дразнить друг друга и играть лицом к лицу.
Worms: A Space Oddity была выпущена 18 марта 2008 года в Северной Америке и 28 марта того же года в Европе. В России распространением занималась компания «Новый Диск», которая издала игру с русской документацией. В мае также вышла версия для мобильных телефонов, разработкой которой занималась Mnemonic Studios.

## Оценки и мнения
| Сводный рейтинг    | Сводный рейтинг    |
| Агрегатор          | Оценка             |
| ------------------ | ------------------ |
| GameRankings       | 66,18 %            |
| Game Ratio         | 61 %               |
| Metacritic         | 64/100             |
| MobyRank           | 67/100             |
| Иноязычные издания |                    |
| Издание            | Оценка             |
| 1UP.com            | B+                 |
| AllGame            | [ 13 ]             |
| Eurogamer          | 4/10               |
| G4                 | 3/5                |
| Game Informer      | 6,75/10            |
| GamePro            | 3,75/5             |
| GameSpot           | 7/10               |
| GameZone           | 6,5/10             |
| IGN                | 7/10 7,8/10 (моб.) |
| Nintendo Power     | 6/10               |
| ONM                | 72/100             |

Игра получила смешанные отзывы от критиков. На сайтах GameRankings и Metacritic средняя оценка составляет соответственно 66,18 % и 64 балла из 100 возможных.
Хотя обозреватель из Eurogamer заявил, что управление на базе жестов бесполезное и ненадёжное, большинство рецензентов обзора игр сказали как раз наоборот. В IGN отметили, что «первые червяки на DS резко пострадали от неудобного управления, но это полностью не так в этот раз» и представитель 1UP.com отметил, что «с управлением Wii легко победить», и «после нескольких движений Wiimote, вы, вероятно, никогда не захотите возвращаться к традиционным клавишам или кнопкам управления».